# 圣白托略大殿

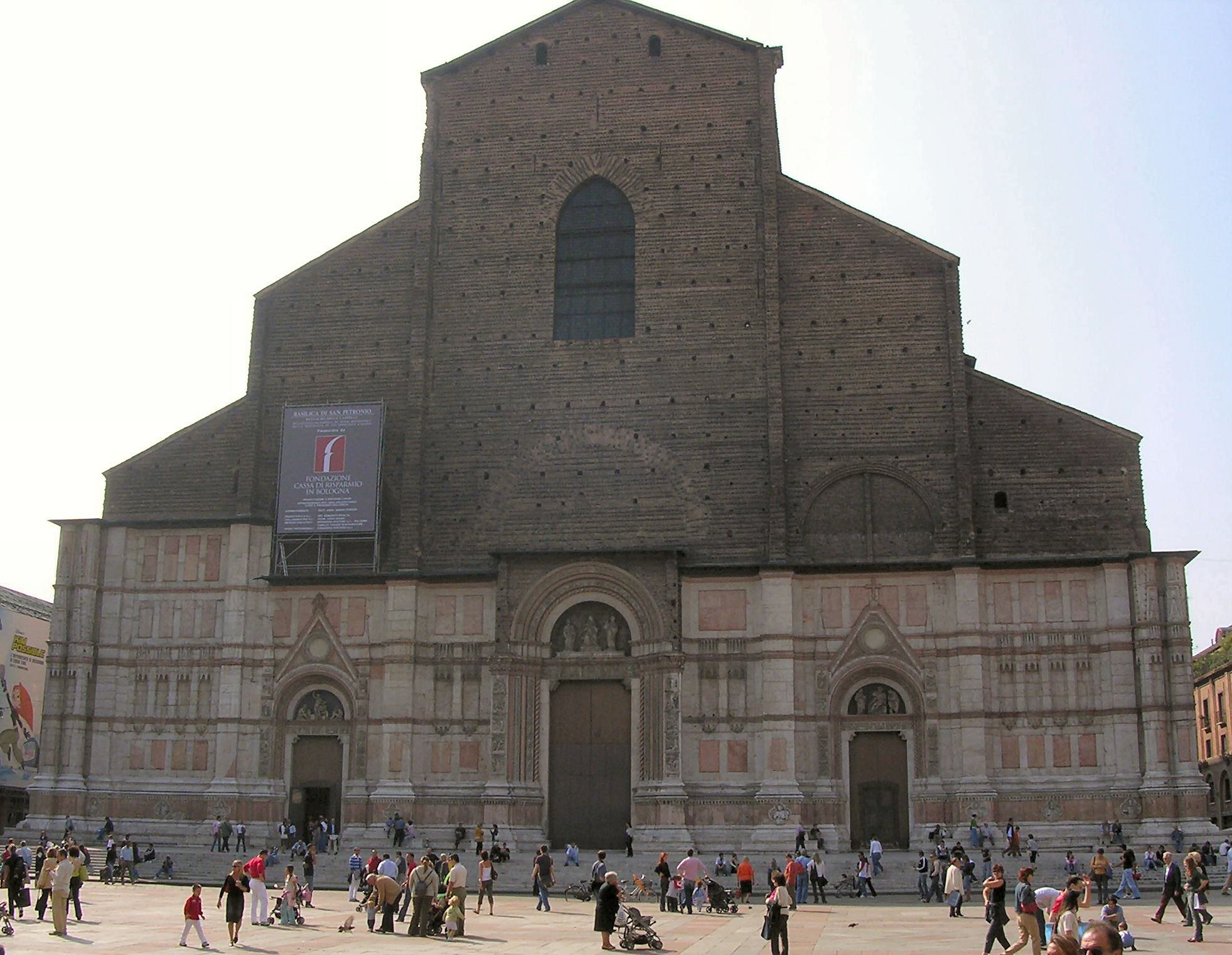
尚未完成的立面

博洛尼亚圣白托略大殿（義大利語：Basilica di San Petronio）是意大利博洛尼亚的主要教堂，但并非该市的主教座堂（博洛尼亚圣伯多禄主教座堂）。位于博洛尼亚主广场。这是世界第15大教堂，长132米，宽60米，顶高45米，立面高51米。可以容纳28,000人。

## 歷史
主保圣人圣白托略是5世纪的博洛尼亚主教。始建于1390年6月7日，兴建一座哥特式教堂。工程持续了几个世纪，完成于1658年。但是正立面仍未完成。  
教堂由市镇而非主教兴建，直到1929年财产才移交给教区，1954年祝圣。2000年起供奉主保圣人的遗物。